# Хуан Клаудио Рамирез, Бреча 14 кон Километро 4 Сур (Рио Браво)
Хуан Клаудио Рамирез, Бреча 14 кон Километро 4 Сур (шп. Juan Claudio Ramírez, Brecha 114 con Kilómetro 4 Sur) насеље је у Мексику у савезној држави Тамаулипас у општини Рио Браво. Насеље се налази на надморској висини од 15 м.

## Становништво
Према подацима из 2010. године у насељу су живела 2 становника.

### Хронологија
| Година       | 2000       | 2005 | 2010 |
| ------------ | ---------- | ---- | ---- |
| Становништво | 13 (6 / 7) | 7    | 2    |

### Попис
| # | Индикатор                     | Вредност |
| - | ----------------------------- | -------- |
| 1 | Укупно домаћинстава           | 1        |
| 2 | Укупно насељених домаћинстава | 1        |
| 3 | Величина локације             | 1        |